# Tjiri-Jurt

Tjiri-Jurt (ryska Чири-Юрт) är en ort i Tjetjenien i Ryssland. Folkmängden uppgick till 6 279 invånare i början av 2015.